# Novosel
Novosel (bulgariska: Новосел) är ett distrikt i Bulgarien.   Det ligger i kommunen Obsjtina Sjumen och regionen Sjumen, i den nordöstra delen av landet, 290 km öster om huvudstaden Sofia.
Omgivningarna runt Novosel är en mosaik av jordbruksmark och naturlig växtlighet. Runt Novosel är det ganska glesbefolkat, med 47 invånare per kvadratkilometer.